# آردر (رودخانه)
آردر (فرانسوی: Ardre‎)، رودخانه مرتبه پنجمی (از نظر طبقه‌بندی مرتبه جریان) در فرانسه است که به رود ول (Vesle) [vɛl] (ریزابه چپ) ریخته و از آنجا به ان، اوآز و سن می‌ریزد. طول آن ۳۹٫۳ کیلومتر است.